# تور ماه عسل
تور ماه عسل (انگلیسی: The Honeymoon Tour) دومین تور کنسرت و نخستین تور در سالن سرپوشیده توسط خواننده و هنرپیشه آمریکایی آریانا گرانده برای پشتیبانی از دومین آلبوم استودیویی خود، همه‌چیز من (۲۰۱۴) بود. این تور به‌طور رسمی در ۱۰ سپتامبر ۲۰۱۴ اعلام شد و به سراسر آمریکای شمالی، اروپا، آسیا و آمریکای جنوبی سفر کرد. این تور در ۲۵ فوریه ۲۰۱۵ در ایندیپندنس، میزوری آغاز شد و در ۲۵ اکتبر ۲۰۱۵ در سائو پائولو به پایان رسید.